# Veiligheidsconferentie van München
De veiligheidsconferentie van München (Engels: Munich Security Conference - Duits: Münchner Sicherheitskonferenz) is een jaarlijkse conferentie over internationaal veiligheidsbeleid die sinds 1963 wordt gehouden in München, in de Duitse deelstaat Beieren. Vroegere benamingen zijn Wehrkundetagung en Münchner Konferenz für Sicherheitspolitik. Het is 's werelds grootste bijeenkomst in zijn soort.
De Veiligheidsconferentie van München is het belangrijkste onafhankelijke forum geworden voor de uitwisseling van standpunten door besluitvormers van het internationale veiligheidsbeleid. Elk jaar brengt ze ongeveer 350 senior figuren uit meer dan 70 landen over de hele wereld samen, die een intensief debat aangaan over huidige en toekomstige veiligheidsuitdagingen. De lijst van aanwezigen omvat staatshoofden, regeringsleiders, leden van niet-gouvernmentale en internationale organisaties, ministers, parlementsleden, hooggeplaatste vertegenwoordigers van de strijdkrachten, de wetenschap, het maatschappelijk middenveld, evenals het bedrijfsleven en de media.
De conferentie wordt jaarlijks in februari gehouden. De vaste locatie is het Hotel Bayerischer Hof. De organistator is de stichting Stiftung Münchner Sicherheitskonferenz gGmbH.

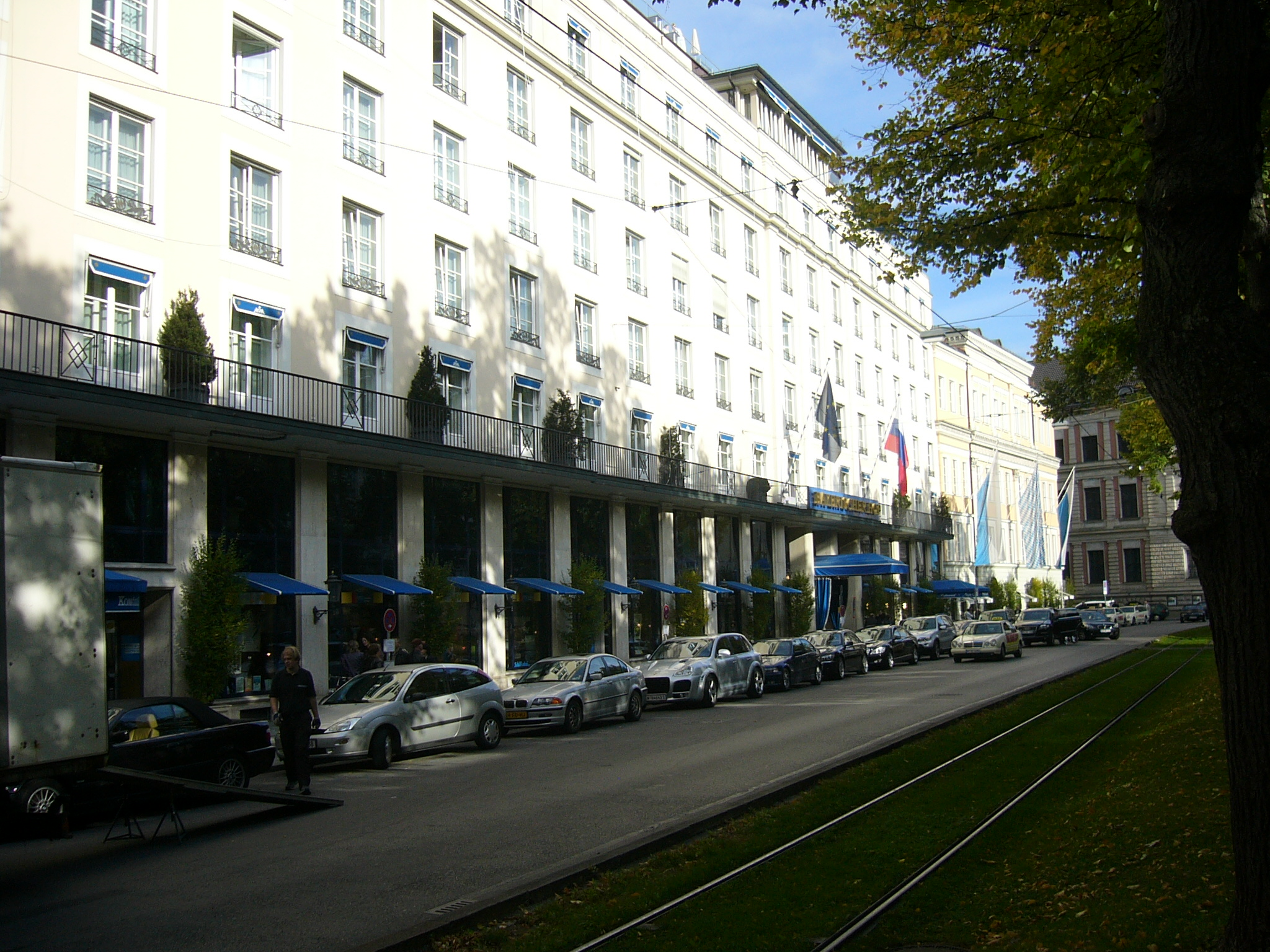
Hotel Bayerischer Hof, München

## Geschiedenis

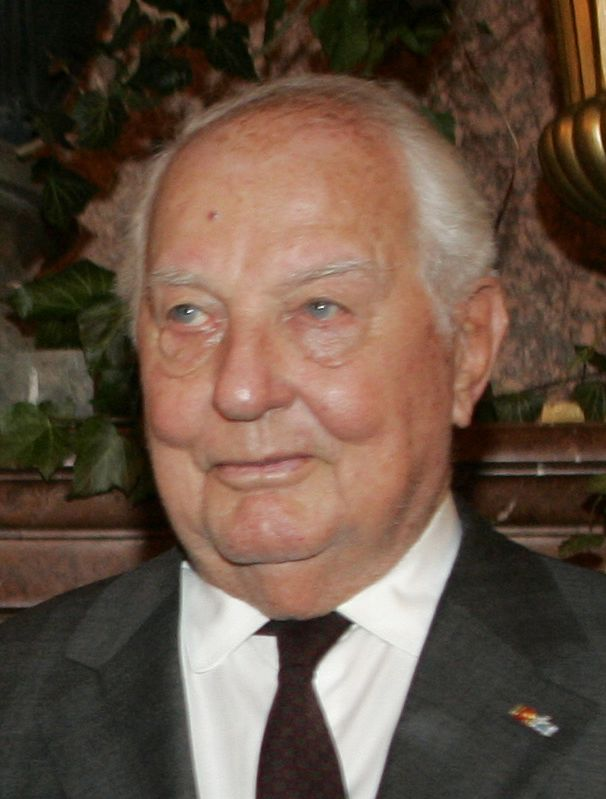
Oprichter Ewald-Heinrich von Kleist-Schmenzin

De conferentie komt voort uit de Internationale Wehrkundebegegnung / Münchner Wehrkundetagung die in 1963 werd opgericht door Ewald-Heinrich von Kleist-Schmenzin. De verzetsstrijder uit de Stauffenbergkring pleitte na de Tweede Wereldoorlog voor het voorkomen van nieuwe, soortgelijke militaire conflicten en bracht om die reden leiders en deskundigen op het gebied van veiligheidsbeleid samen. De eerste bijeenkomst was beperkt tot ongeveer 60 deelnemers; onder hen waren Helmut Schmidt en Henry Kissinger.
Von Kleist leidde de bijeenkomsten tot 1997; zijn opvolger, die de bijeenkomsten leidde van 1999 tot 2008, was politicus en zaakvoerder Horst Teltschik (CDU). Onder leiding van Teltschik werd in 1999 de Veiligheidsconferentie geopend voor politieke, militaire en zakelijke leiders uit Centraal- en Oost-Europa, evenals uit India, Japan en de Volksrepubliek China.  
Van 2009 tot en met 2022 werd de conferentie geleid door voormalig diplomaat Wolfgang Ischinger. Ischinger richtte in 2011 de non-profitorganisatie Stiftung Münchner Sicherheitskonferenz gGmbH op.
In 2018 werd het bedrijf ondergebracht in de MSC Foundation, met schenkingen van de Duitse regering en andere grote donoren. De financiering steeg van minder dan 1 miljoen euro aan overheidsfinanciering in 2008 tot ongeveer 10 miljoen euro aan voornamelijk bedrijfsfinanciering in 2022. In februari 2022 werd het voorzitterschap van de conferentie overgenomen door Christoph Heusgen, voormalig ambassdeur van Duitsland bij de VN en adviseur voor buitenlandbeleid van de Duitse bondeskanslier Angela Merkel.
De veiligheidsconferentie van München werd twee keer geannuleerd, in 1991 vanwege de Eerste Golfoorlog en in 1997 als gevolg van de pensionering van Kleist-Schmenzin. In 2021 vond de conferentie vanwege de COVID-19-pandemie in aangepaste, virtuele vorm plaats.
De 61e Veiligheidsconferentie van München vond plaats van 14 tot en met 16 februari 2025, waarna Jens Stoltenberg naam toen het stokje over als nieuwe voorzitter van de MSC.

## Doel
Op de veiligheidsconferentie, met als thema Vrede door Dialoog, worden vooraanstaande politici, diplomaten, militairen, activisten en veiligheidsexperts uit de lidstaten van de NAVO en de Europese Unie, maar ook uit andere landen zoals China, India, Iran, Japan en Rusland uitgenodigd om de huidige kwesties in het veiligheids- en defensiebeleid te bespreken.
De bedoeling van de conferentie is om de belangrijkste actuele veiligheidskwesties aan de orde te stellen en om de belangrijkste veiligheidsuitdagingen in het heden en de toekomst te bespreken en te analyseren. Een centraal punt van de conferentie is de discussie en de uitwisseling van standpunten over de ontwikkeling van de trans-Atlantische betrekkingen en de Europese en mondiale veiligheid in de 21e eeuw.
De conferentie is een privaat evenement en dus geen officieel overheidsevenement. Het wordt uitsluitend gebruikt voor discussie; een machtiging voor bindende intergouvernementele besluiten bestaat niet. Verder is er – in tegenstelling tot de gebruikelijke conventies – geen gemeenschappelijk slotcommuniqué. De bijeenkomst op hoog niveau wordt ook gebruikt voor discrete achtergronddiscussies tussen de deelnemers. Bij uitzondering worden ermondiale politieke besluiten gepresenteerd, zoals bij de uitwisseling van bekrachtigingsinstrumenten voor de New START-ontwapeningsovereenkomst tussen de Verenigde Staten en Rusland, die werd gehouden aan het einde van de veiligheidsconferentie in 2011.

## Conferenties

### Conferentie 2003
Op de 39e veiligheidsconferentie in 2003 twijfelde de Duitse minister van Buitenlandse Zaken, Joschka Fischer, aan de redenering van de Amerikaanse regering voor een oorlog tegen Irak met de woorden: 'Neem me niet kwalijk, ik ben niet overtuigd'.

### Conferentie 2007

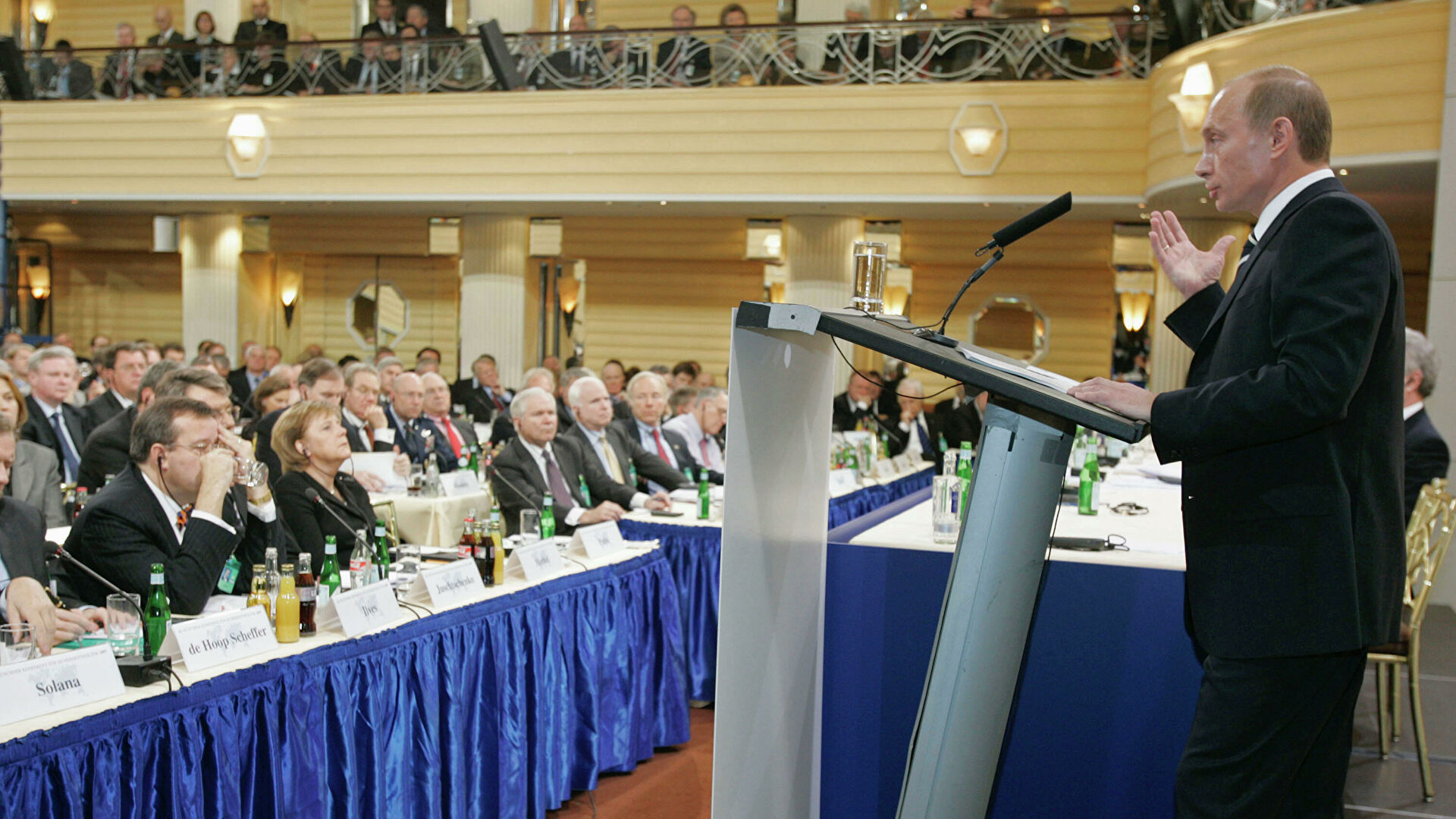
Poetin houdt toespraak in München, 10 februari 2007

Tijdens de veiligheidsconferentie van München op 10 februari 2007 hield de Russische president, Vladimir Poetin, een toespraak. De speech bracht belangrijke punten tot uitdrukking van de toekomstige politiek van Rusland, gedreven door Poetin. Poetin bekritiseerde wat hij de 'monopolistische dominantie' van de Verenigde Staten in mondiale betrekkingen noemde, en het 'bijna ongebreidelde hypergebruik van geweld in internationale betrekkingen'. Poetins toespraak werd, vooral in Rusland, bekend als de toespraak in München. Hij zei dat het resultaat van een dergelijke dominantie was dat niemand zich veilig voelde, 'omdat niemand kan voelen dat het internationale recht als een stenen muur is die hen zal beschermen. Natuurlijk stimuleert zo'n beleid een wapenwedloop'.
Poetin citeerde een toespraak uit 1990 van Manfred Wörner om zijn standpunt te ondersteunen dat de NAVO beloofde niet uit te breiden naar nieuwe landen in Oost-Europa: 'Worner zei destijds: "het feit dat we bereid zijn geen NAVO-leger buiten Duits grondgebied te plaatsen, geeft de Sovjet-Unie een stevige veiligheidsgarantie." Waar zijn deze garanties?'
Poetin verzette zich publiekelijk tegen plannen voor het Amerikaanse raketschild in Europa, en presenteerde de Amerikaanse president, George W. Bush, op 7 juni 2007 een tegenvoorstel dat werd afgewezen. Rusland schortte op 11 december 2007 zijn deelname aan het Verdrag inzake conventionele strijdkrachten in Europa op, omdat er zeven jaren waren verstreken en er slechts vier staten waren die het document hadden geratificeerd, waaronder de Russische Federatie.

#### Reactie
In een reactie noemde NAVO-secretaris Jaap de Hoop Scheffer het 'teleurstellend en niet behulpzaam'. De maanden na de toespraak in München werden gekenmerkt door spanningen en een golf van retoriek aan beide kanten van de Atlantische Oceaan, hoewel zowel Russische als Amerikaanse functionarissen het idee van een nieuwe Koude Oorlog ontkenden.
The Polish Institute of International Affairs (PISM) beschreef Poetins citaat uit de toespraak van Manfred Wörner als een gebrek aan de juiste context, en verklaarde dat de toespraak van Wörner 'in feite alleen betrekking had op het niet inzetten van NAVO-troepen op Oost-Duits grondgebied na de hereniging [met West-Duitsland]'. Verder dateerde het citaat van Wörner uit 1990, terwijl Poetin in zijn speech zei dat deze 'garanties' waren gegeven na de ontbinding van het Warschaupact in 1991.

#### Follow-ups
Poetin hield later andere toespraken die het vervolg op de toespraak in München werden genoemd, waaronder:
- De 2013 Valdai-toespraak van Vladimir Poetin in Sotsji op 19 september 2013
- De toespraak op de Krim van Vladimir Poetin voor de Federale Vergadering van Rusland op 18 maart 2014
- De Valdai-toespraak van Vladimir Poetin 2014 in Sotsji op 24 oktober 2014
- Toespraak van de Algemene Vergadering van de VN in New York, 28 september 2015: 'Ik word dringend verzocht degenen die deze situatie hebben veroorzaakt te vragen: realiseer je je nu tenminste wat je hebt gedaan?'[21]

#### Links
- Video of the speech with English subtitles
- Tenth Anniversary of Putin’s Munich Speech: A Commitment to Failure — Jamestown Foundation, 2017
- The Daily Vertical: 10 Years Ago Today, Putin Declared War (Transcript) — RFERL, 2017

### Conferentie 2009

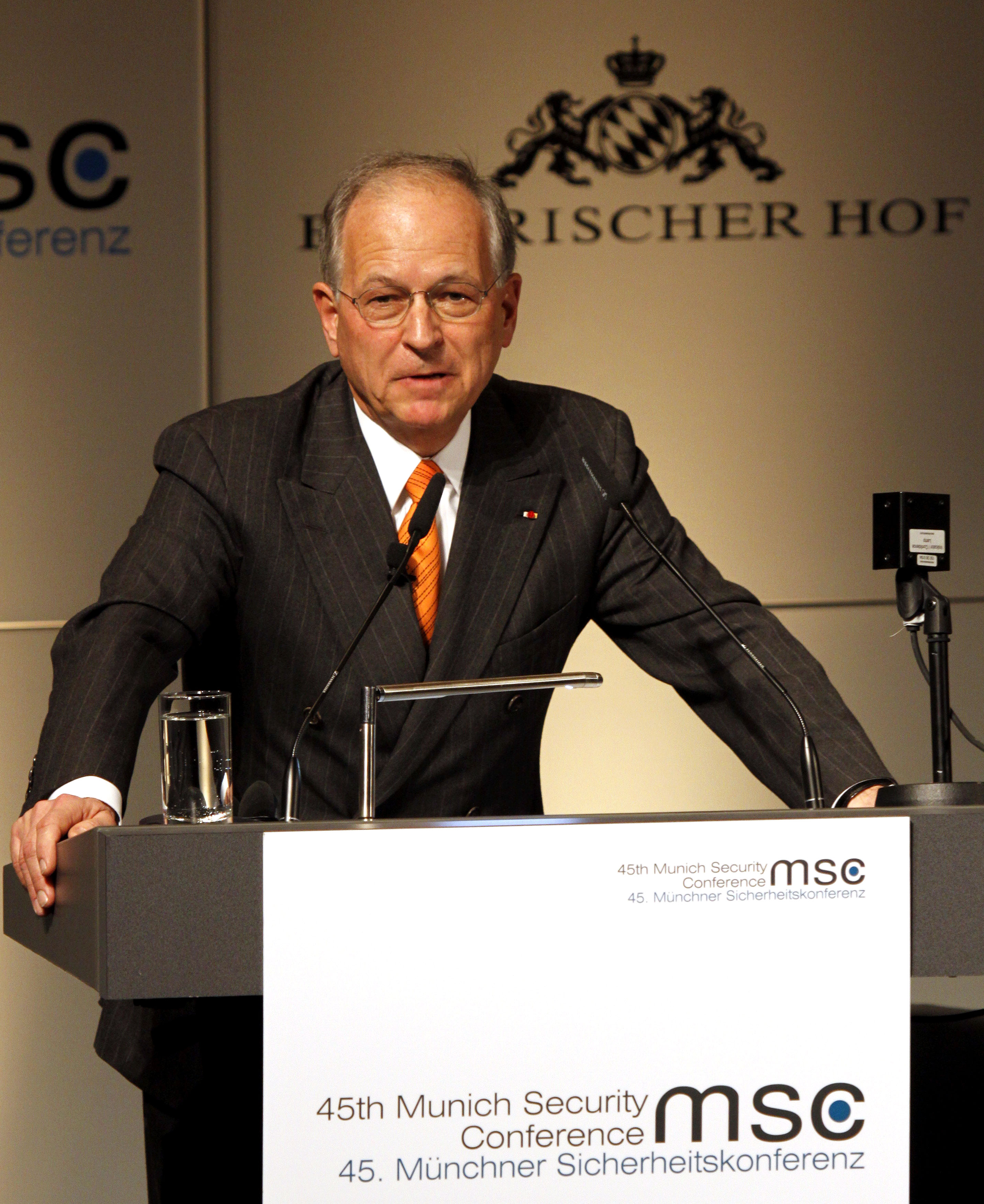
Voorzitter 2009–2022 Wolfgang Ischinger tijdens de Veiligheidsconferentie van München.

Van 6 tot 8 februari 2009 werd de 45e veiligheidsconferentie van München bijgewoond door meer dan 50 ministers en meer dan 12 staats- en regeringsleiders van over de hele wereld, waaronder de Amerikaanse vice-president Joe Biden, de Franse president Nicolas Sarkozy, de Duitse bondskanselier Angela Merkel, de Poolse premier Donald Tusk en de Afghaanse president Hamid Karzai.
In 2009 huldigde de veiligheidsconferentie van München (MSC) de Ewald von Kleist Award in. De nieuwe prijs belichtte het politieke leven en werk van MSC oprichter, Ewald-Heinrich von Kleist-Schmenzin. De prijs wordt uitgereikt aan prominente personen die een buitengewone bijdrage hebben geleverd aan vrede en conflictoplossing. De winnaars van de Ewald von Kleist Award waren in 2009 Dr. Henry Kissinger en in 2010 Javier Solana de Madariaga. Eveneens in 2009 startte de MSC een nieuw evenementformat, genaamd MSC Core Group Meeting. Dit nieuwe en kleinschalige evenement werd geïntroduceerd naast de jaarlijkse hoofdbijeenkomst in München. Het idee was om een aantal vooraanstaande en hooggeplaatste deelnemers uit te nodigen in wisselende hoofdsteden en hun de kans te geven om in vertrouwen actuele kwesties van het internationale veiligheidsbeleid te bespreken en duurzame oplossingen te ontwikkelen. De bijeenkomsten vonden plaats in Washington DC (2009), Moskou (2010) en in Peking (2011).

### Conferentie 2011
De 47e veiligheidsconferentie van München vond plaats van 4 tot 6 februari 2011 en bracht opnieuw besluitvormers van het hoogste niveau van over de hele wereld bijeen, waaronder VN-secretaris-generaal Ban Ki Moon, de Duitse bondskanselier Angela Merkel, de Britse premier David Cameron De Amerikaanse secretaris van staat, Hillary Clinton en de Russische minister van Buitenlandse Zaken, Sergej Lavrov, terwijl Wit-Rusland werd uitgesloten van de kring van aanwezigen vanwege de mensenrechtensituatie in het land.

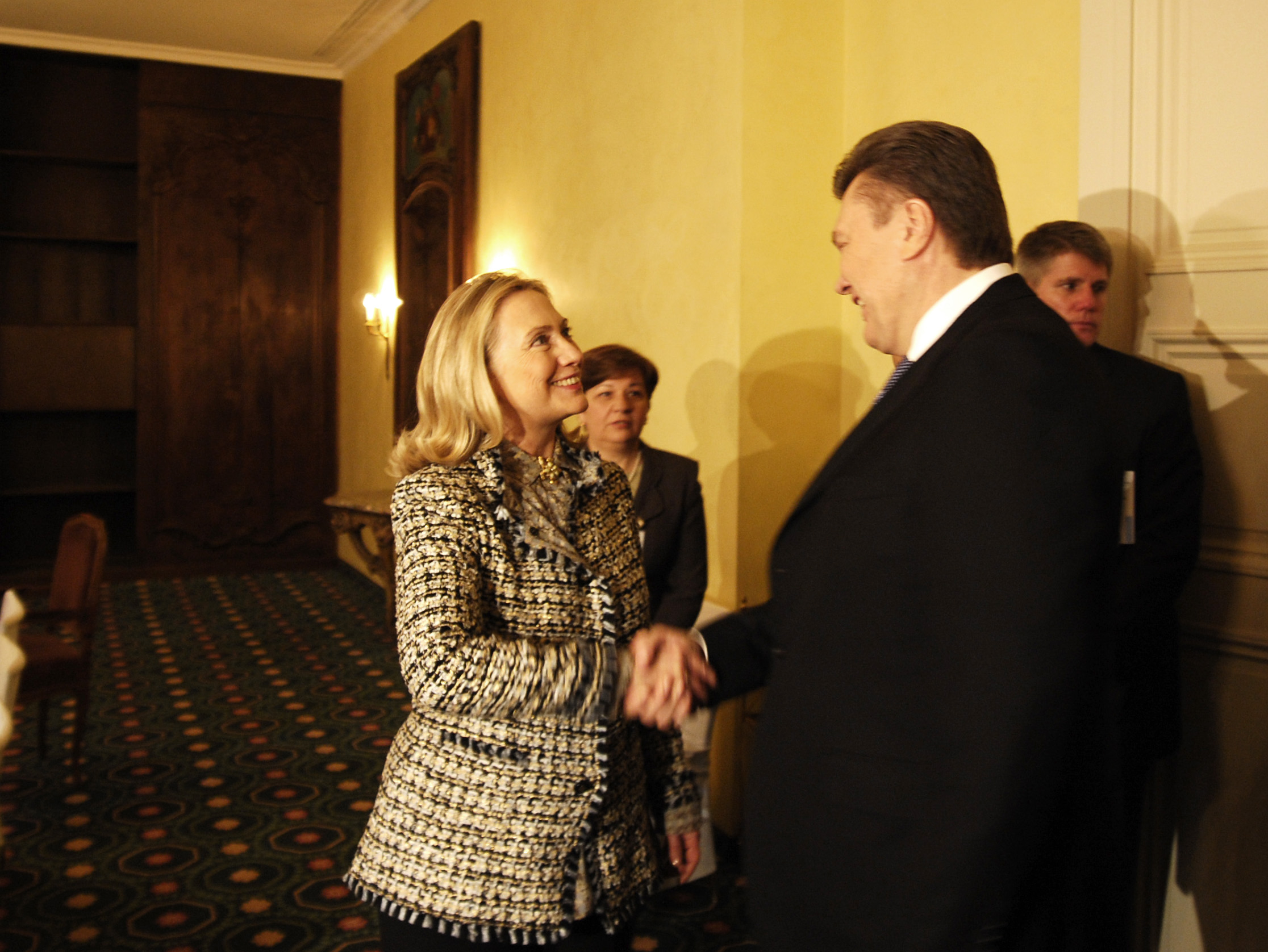
De Oekraïense president Viktor Janoekovytsj ontmoet Hillary Clinton op de 48e veiligheidsconferentie van München in 2012

In 2011 markeerden twee bijzondere kenmerken de groeiende rol van de Veiligheidsconferentie van München als middelpunt van het internationale veiligheidsbeleid: de hoge vertegenwoordiger van de Europese Unie voor buitenlandse zaken en veiligheidsbeleid, Catherine Ashton, riep op voor het Kwartet over het Midden-Oosten, bestaande uit de EU, Rusland, de Verenigde Staten en de VN, om bijeen te komen in het kader van de veiligheidsconferentie van München in 2011; en tijdens een ceremonie in de zijlijn van de conferentie trad het New START-verdrag (Strategic Arms Reduction Treaty) in werking toen de Russische minister van Buitenlandse Zaken, Sergej Lavrov en de Amerikaanse minister van Buitenlandse Zaken, Hillary Clinton, de akten van ratificatie uitwisselden.

### Conferentie 2012

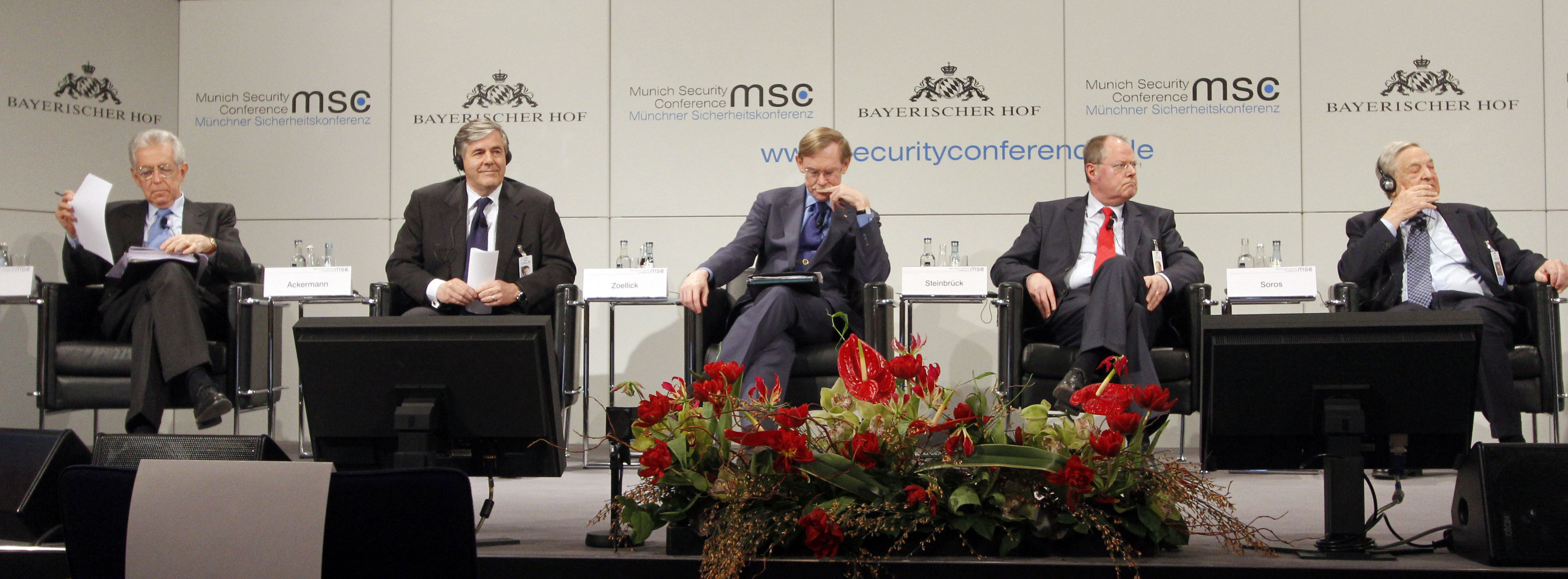
48e veiligheidsconferentie München 2012: Van links - Mario Monti, Josef Ackermann, Robert Zoellick, Peer Steinbrück, George Soros

De 48e veiligheidsconferentie van München vond plaats van 2 tot 5 februari 2012.

### Conferentie 2013
De 49e veiligheidsconferentie van München vond plaats van 1 tot 3 februari 2013. De conferentie richtte zich op de Europese staatsschuldencrisis, trans-Atlantische betrekkingen, de crisisregio's Mali en het Midden-Oosten, evenals energiezekerheid en cyberterrorisme.

### Conferentie 2014
De 50e veiligheidsconferentie van München vond plaats van 31 januari tot 2 februari 2014. De conferentie richtte zich op de Euromaidan, nieuwe veiligheidsrisico's, verlies van belang voor Europa, de NSA-affaire en de nieuwe orde in voormalig Joegoslavië en het Midden-Oosten evenals het nucleair programma van Iran.

### Conferentie 2015
De 51e veiligheidsconferentie van München vond plaats van 6 tot 8 februari 2015. Onder de meer dan 400 internationale deelnemers uit bijna 80 landen waren ook 20 staatshoofden, 70 ministers van Buitenlandse Zaken en Defensie en 30 CEO's van grote bedrijven. De conferenties waren gericht op het conflict in Oekraïne, de nucleaire onderhandelingen met Iran en de oorlog tegen het terrorisme, evenals de wereldwijde vluchtelingencrisis.

### Conferentie 2016
De 52e veiligheidsconferentie van München vond plaats van 12 tot 14 februari 2016. 600 internationale gasten woonden het evenement bij, waaronder 30 staatshoofden, 70 ministers van Buitenlandse Zaken en Defensie, directeuren van verschillende inlichtingendiensten en 700 journalisten uit 48 landen. De conferentie was gericht op het conflict tussen de NAVO en de Russische Federatie, Syrië en de strijd tegen IS, de situatie in het Midden-Oosten, de toekomst van de NAVO, het Noord-Koreaanse nucleaire programma, de inlichtingendiensten, de Ewald von Kleist Award 2016, de situatie in Afrika en de vluchtelingencrisis.

### Conferentie 2017

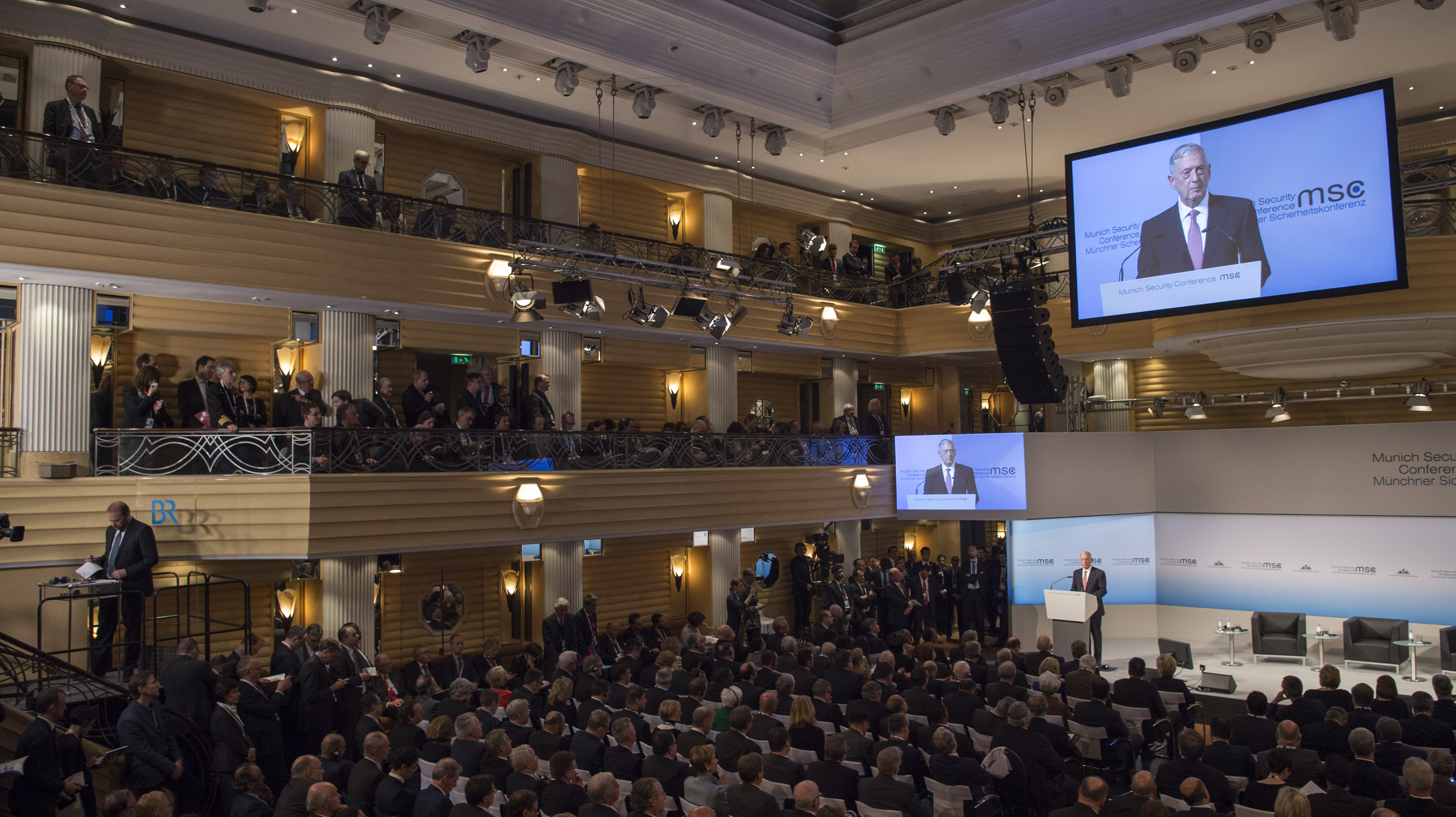
53e veiligheidsconferentie in München 2017

De 53e Veiligheidsconferentie van München (MSC 2017) vond plaats van 17 tot 19 februari 2017 in Hotel Bayerischer Hof in München. Met in totaal 680 deelnemers, waaronder 30 staatshoofden en regeringsleiders, bijna 60 vertegenwoordigers van internationale organisaties en 65 topmanagers uit het bedrijfsleven, was het de grootste conferentie tot nu toe. Prominente gasten en sprekers waren VN-secretaris-generaal António Guterres, de Amerikaanse vice-president Mike Pence, de Amerikaanse minister van Defensie James Mattis, de Russische minister van Buitenlandse Zaken Sergej Lavrov, Federica Mogherini, Donald Tusk en de Chinese minister van Buitenlandse Zaken Wang Yi. 700 journalisten werden ook geaccrediteerd voor het evenement. Naast de belangrijkste gebeurtenissen van de veiligheidsconferentie waren er 1350 bilaterale ontmoetingen tussen MSC-deelnemers en delegaties. De conferenties waren gericht op de toekomst van de EU, de toekomst van het Westen en de NAVO, het buitenlands beleid van China, wereldwijde gezondheidsrisico's, strijd tegen terrorisme, het Midden-Oosten en Iran, evenals het buitenlands beleid van de VS jegens Rusland.

### Conferentie 2018
De 54e veiligheidsconferentie van München (MSC 2018) vond plaats van 16 tot 18 februari 2018 in het Hotel Bayerischer Hof in München.

### Conferentie 2019

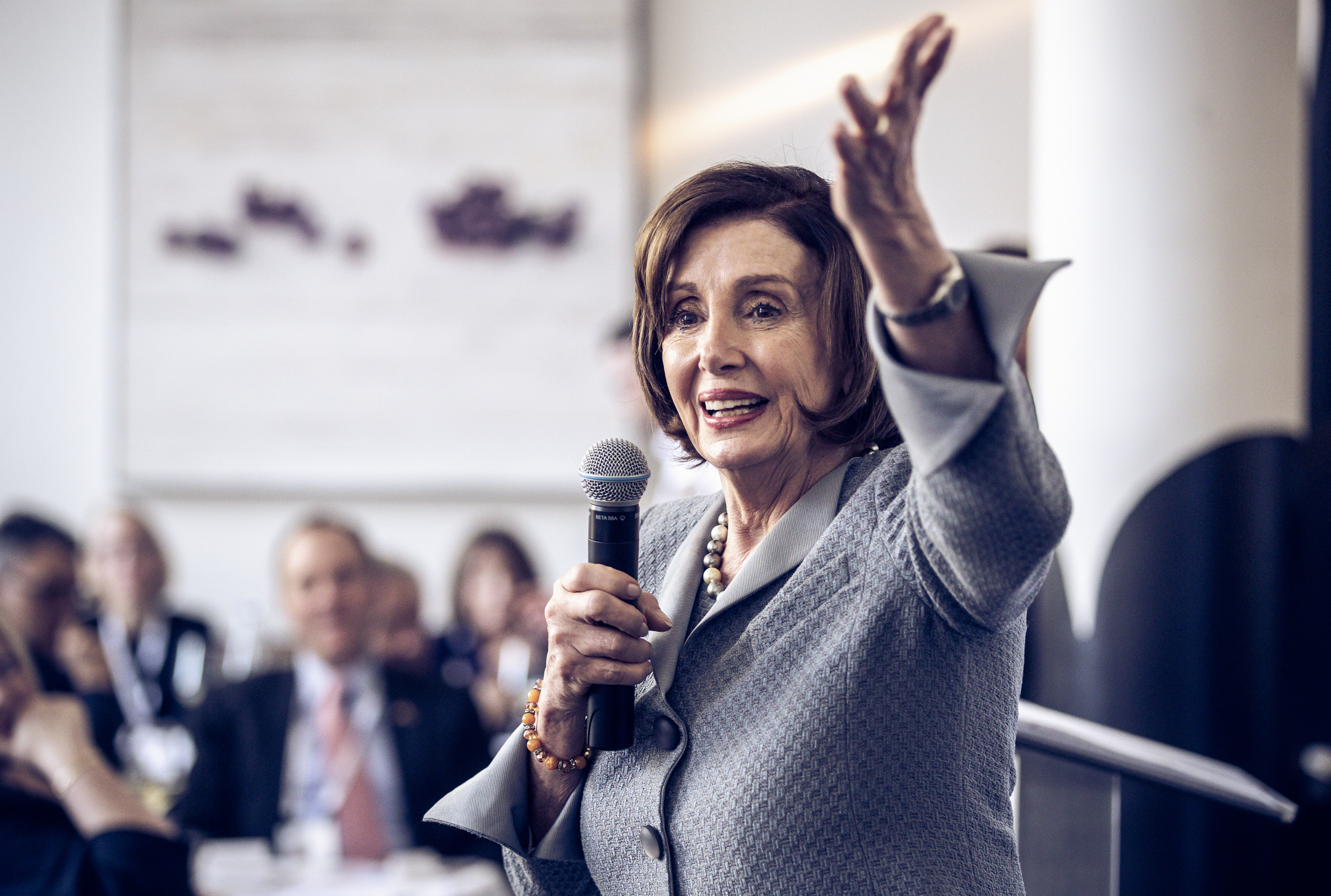
Nancy Pelosi spreekt op een nevenevenement georganiseerd door het Nuclear Threat Initiative op de 56e veiligheidsconferentie van München in 2020

De 55e veiligheidsconferentie van München (MSC 2019) vond plaats van 15 tot 17 februari 2019 in het Hotel Bayerischer Hof in München. Onder de 600 deelnemers waren staatshoofden en regeringsleiders uit meer dan 35 landen, 50 ministers van Buitenlandse Zaken en 30 ministers van Defensie, andere vertegenwoordigers uit de politiek, het leger, de wapenindustrie, het bedrijfsleven en de wetenschap, evenals leden van internationale intergouvernementele en maatschappelijke organisaties.

### Conferentie 2020

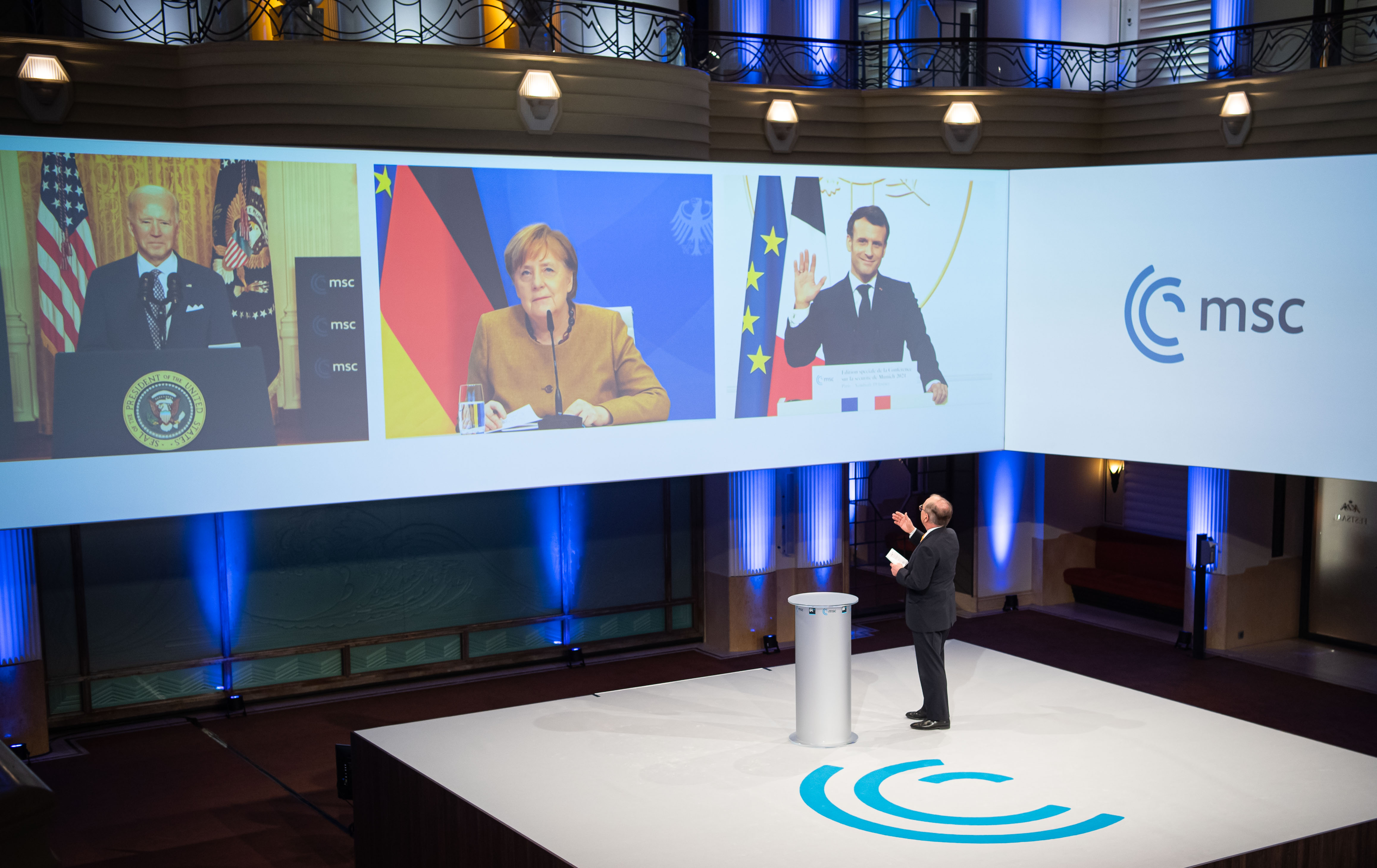
Joe Biden, Angela Merkel en Emmanuel Macron vlak voordat ze hun opmerkingen maken tijdens de speciale editie van de Veiligheidsconferentie van München 2021

De 56e veiligheidsconferentie van München (MSC 2020) vond plaats van 14 tot 16 februari 2020 in het Hotel Bayerischer Hof in München. Onder de meer dan 500 deelnemers waren staatshoofden en regeringsleiders uit 35 landen. Joe Biden, later de 46e president van de Verenigde Staten, zette zich in voor een nieuwe toon vanuit Washington op het politieke wereldtoneel en met betrekking tot multilateralisme. Hij beloofde: 'We komen terug'.
In de marge van de conferentie, en ook later dat jaar, pleitten de ministers van buitenlandse zaken van Egypte, Frankrijk, Duitsland en Jordanië voor een hervatting van de vredesbesprekingen.

### Conferentie 2021
De München Special Edition 2021 vond plaats op 19 februari in de vorm van een virtuele online conferentie, zonder persoonlijke aanwezigheid, vanwege de aanhoudende COVID-19-pandemie. Het evenement werd toegesproken door de Britse premier Boris Johnson, de Duitse bondskanselier Angela Merkel, de Franse president Emmanuel Macron en de Amerikaanse president Joe Biden, die verklaarden dat 'Amerika terug is'.

### Conferentie 2022
De 58e MSC vond plaats van 18 t/m 20 februari 2022. Het motto was Het tij keren - hulpeloosheid afleren. De conferentie werd bijgewoond door meer dan 30 staatshoofden, 100 ministers en de hoofden van veel van de belangrijkste internationale organisaties zoals de NAVO, de EU en de VN. Deze conferentie werd vanwege de COVID-19-pandemie op kleinere schaal gehouden dan normaal en werd grotendeels gedomineerd door gesprekken over de escalatie van de Russisch-Oekraïense crisis. VN-secretaris-generaal Antonio Guterres zei met name dat de wereld zich in een precairdere veiligheidssituatie bevond dan tijdens de Koude Oorlog. De Amerikaanse vice-president Kamala Harris zei ook dat de VS klaar was om Moskou te treffen met harde sancties in het geval van een aanval. Rusland was niet aanwezig op de conferentie.

### Conferentie 2023
Bij de bijeenkomst, van 17 tot 19 februari 2023, hoorde het Munich Security Report 2023 "Re:Vision" – een verkenning van de groeiende strijd tussen verschillende visies op de “liberale, op regels gebaseerde orde”. De oorlog in Oekraïne en de gevolgen ervan stonden centraal in de meeste discussies in München.

### Conferentie 2024
De 60e conferentie, van 16 tot 18 februari 2024, was de 60e verjaardag van de conferentie. Het vond plaats onder het motto “Lose-Lose?”, wat ook de titel is van het bijbehorende Munich Security Report. Het leidende principe verwees naar de noodzakelijke reorganisatie van de wereldorde ten gunste van iedereen als een inclusief alternatief voor de huidige “lose-lose” dynamiek van verspreid isolationisme. Te oordelen naar het debat in München is er meer politieke wil nodig om hervormingsvoorstellen te implementeren. Bijna 1.000 deelnemers uit 109 landen kwamen samen, waaronder 45 staatshoofden en regeringsleiders. Bij de 60 evenementen in het hoofdprogramma was meer dan de helft van de sprekers vrouw en meer dan een kwart kwam uit landen in het Zuiden. Daarnaast waren er meer dan 200 nevenevenementen georganiseerd door publieke en particuliere organisaties.

### Conferentie 2025
De 61e conferentie verliep van 14 tot 16 februari 2025. Het officiële veiligheidsrapport van München (Munich Security Report - MSR) was een paar dagen eerder gepubliceerd. De titel van het rapport vormde het thematische kader voor de conferentie: 'Multipolarisatie' - Een toestand van wereldwijde reorganisatie tussen veelbelovende mogelijkheden en bedreigde gemeenschappelijkheid, vooral in het beheer van crises en dreigingen. Volgens het rapport zijn “depolarisatie” en substantiële hervormingen van de internationale orde meer dan ooit nodig. Voor en tijdens de conferentie bleek een groeiende kloof tussen de Verenigde Staten en Europa. Vanuit de VS volgden, na het telefoongesprek tussen de presidenten Trump en Poetin, voor Europese leiders schokkende speeches, eerst van defensieminister Pete Hegseth voor de NAVO op 12 februari (“Kyiv moet grond en NAVO-toetreding opgeven”)  en van vice-president J.D. Vance op de conferentie zelf (“Kijk vooral naar gevaren van binnenuit”).

## Verdere evenementen
Naast de primaire ceonferentie in München die elk jaar in februari wordt gehouden, organiseert de MSC verschillende andere evenmenten door het jaar heen.
Munich Strategy Retreats
Munich Leaders Meetings
Roundtables
Security Innovation Board

## Onderscheidingen & Netwerken
Ewald von Kleist Prijs
John McCain Dissertation Award
Munich Young Leaders
Women Parliamentarians Program

## Eerdere evenementen
In 2009 werden twee andere evenementen gelanceerd die sindsdien jaarlijks worden gehouden. In 2013 is de Cyber Security Summit in het leven geroepen als een vierde conferentiereeks. Sinds 2013 organiseren Munich Security Conference en Frankfurter Allgemeine Zeitung jaarlijks een Energy Security Summit.

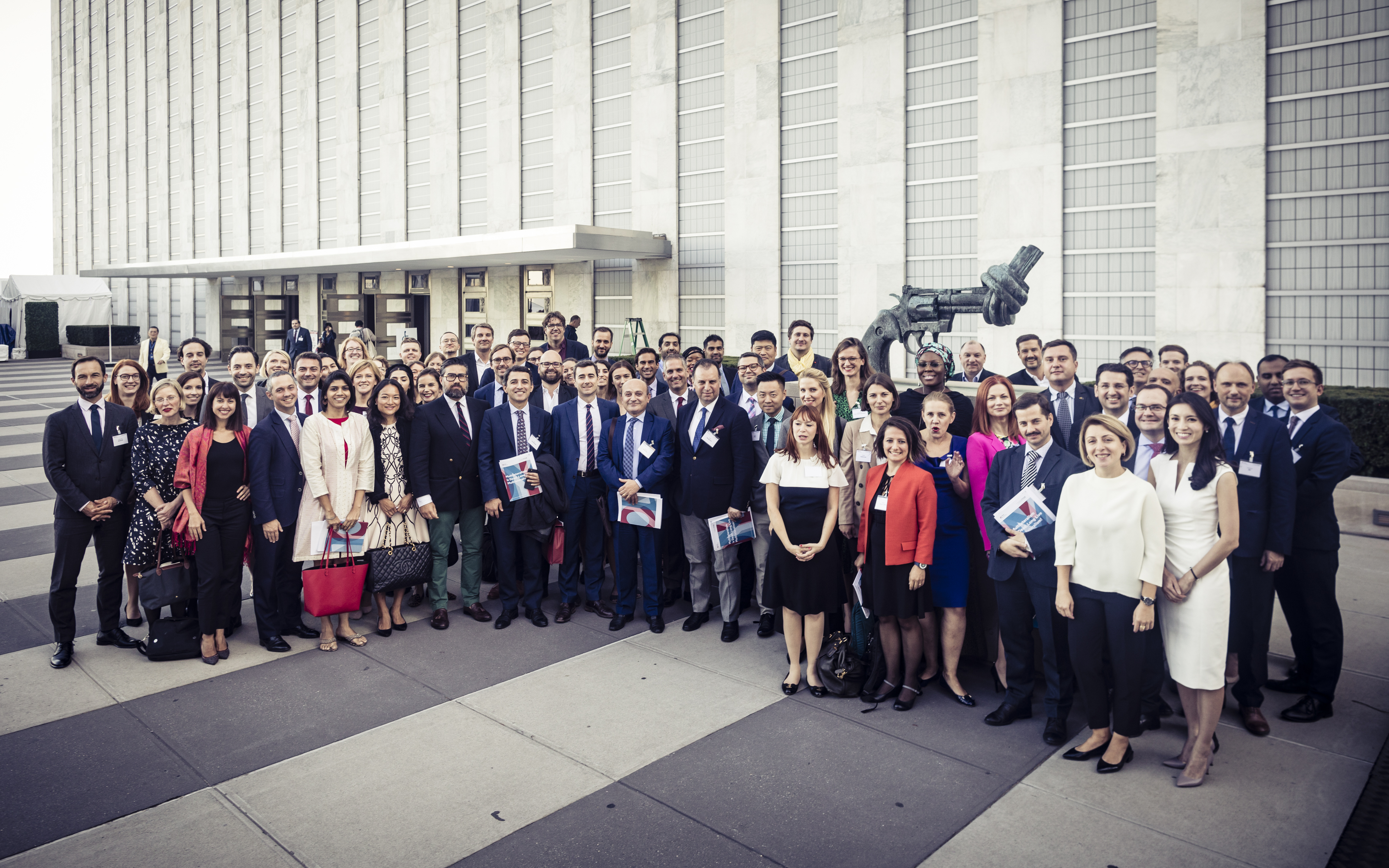
München Young Leaders in New York, 2019

### München Jonge Leiders
In 2009 werd de Munich Young Leaders voor het eerst gelanceerd in samenwerking met de Körber Foundation. Deze jaarlijkse rondetafelreeks wordt parallel aan de veiligheidsconferentie gehouden en is bedoeld om de volgende generatie besluitvormers rechtstreeks te betrekken bij de belangrijkste conferentieprocedures.  Zowel de rondetafelagenda's als de deelnemers- en sprekerslijsten worden online gepubliceerd.

### Kerngroepbijeenkomsten
Naast de hoofdconferentie werd in november 2009 in Washington DC een nieuwe reeks evenementen gelanceerd, de MSC Core Group Meetings. De bijeenkomsten bieden een selecte groep deelnemers de gelegenheid om belangrijke thema's van het internationale veiligheidsbeleid te bespreken om het werk van de veiligheidsconferentie voort te zetten en impulsen te geven. De locatie van de Kerngroepbijeenkomsten varieert altijd. De daaropvolgende gebeurtenissen vonden plaats in Moskou in 2010, Peking in 2011, en Doha in 2013. Een tweede bijeenkomst vond voor het eerst plaats in 2013 in Washington, DC. De locatie van de Core Group Meeting van 2014 was New Delhi. De onderwerpen die in New Delhi werden besproken, waren de dreiging van terrorisme en cyberaanvallen, vraagstukken op het gebied van maritieme veiligheid, regionale en mondiale veiligheidsstructuren en concepten voor nieuw mondiaal bestuur. 
De Core Group Meeting 2015 werd gehouden in Wenen. De crisis in Oekraïne was een centraal thema van de bijeenkomst, met onder meer de Oekraïense minister van Buitenlandse Zaken, Pavlo Klimkin en de Russische onderminister van Buitenlandse Zaken, Alexei Mesjkov. Klimkin drong er bij de Europese staten op aan om de Russische regering frontaal te confronteren. De Oostenrijkse minister van Buitenlandse Zaken, Sebastian Kurz, verklaarde dat eventuele grenswijzigingen in Europa 'onaanvaardbaar' waren, maar benadrukte tegelijkertijd de noodzaak van samenwerking met Rusland. Terwijl de Zwitserse minister van Buitenlandse Zaken, Didier Burkhalter, een neutrale status voor Oekraïne voorstelde, riep de Servische minister van Buitenlandse Zaken, Ivica Dačić als OVSE-voorzitter op tot versterking van zijn organisatie om toekomstige conflicten te voorkomen.
In oktober 2015 vond opnieuw een kerngroepvergadering plaats in Teheran. Belangrijke onderwerpen van de bijeenkomst waren de uitvoering van het Akkoord van Wenen betreffende het Iraanse nucleaire programma en de politieke situatie in de regio. De Duitse minister van Buitenlandse Zaken, Frank-Walter Steinmeier, die de conferentie samen met de Iraanse minister van Buitenlandse Zaken, Mohammad Javad Zarif, opende, benadrukte het belang van transparantie en vertrouwen voor de succesvolle uitvoering van de overeenkomst van Wenen:  'Na de wedstrijd is voor de wedstrijd.'
In april 2016 vond weer een MSC Core Group Meeting plaats in de Ethiopische hoofdstad Addis Abeba. De veiligheidssituatie in Afrika, de strijd tegen het internationale terrorisme en de uitdagingen van klimaatverandering en epidemieën waren centrale thema's van de bijeenkomst. De Ethiopische minister van Buitenlandse Zaken, Tedros Adhanom Ghebreyesus benadrukte de onderlinge mondiale onderlinge afhankelijkheden in al deze kwesties. Andere deelnemers waren de Ethiopische premier Hailemariam Desalegn, de voormalige Nigeriaanse president Olusegun Obasanjo, Smaїl Chergui, de commissaris van de Afrikaanse Unie, de voormalige secretaris-generaal van de VN, Kofi Annan en de voormalige Duitse president Horst Köhler.
Een andere kerngroepvergadering werd in november 2016 in Peking gehouden. Belangrijke onderwerpen van de bijeenkomst waren de rol van China in de internationale orde, conflicten in de regio Azië-Pacific en het geopolitieke belang van de 'Nieuwe Zijderoute'. De plaatsvervangend Chinese minister van Buitenlandse Zaken, Zhang Yesui, benadrukte in zijn openingstoespraak het belang van dialoog en samenwerking voor de veiligheid van de regio. Tijdens de kerngroepbijeenkomst bevestigde de Chinese vice-president Li Yuanchao de bereidheid van zijn land om wereldwijd bij te dragen aan vrede en veiligheid. Andere deelnemers waren Fu Ying, voorzitter van de commissie Buitenlandse Zaken van het Nationale Volkscongres, Louise Mushikiwabo, de Rwandese minister van Buitenlandse Zaken, Markus Ederer, staatssecretaris bij het Duitse ministerie van Buitenlandse Zaken, Tom Enders, CEO van Airbus Group, en verschillende leden van de Bondsdag.

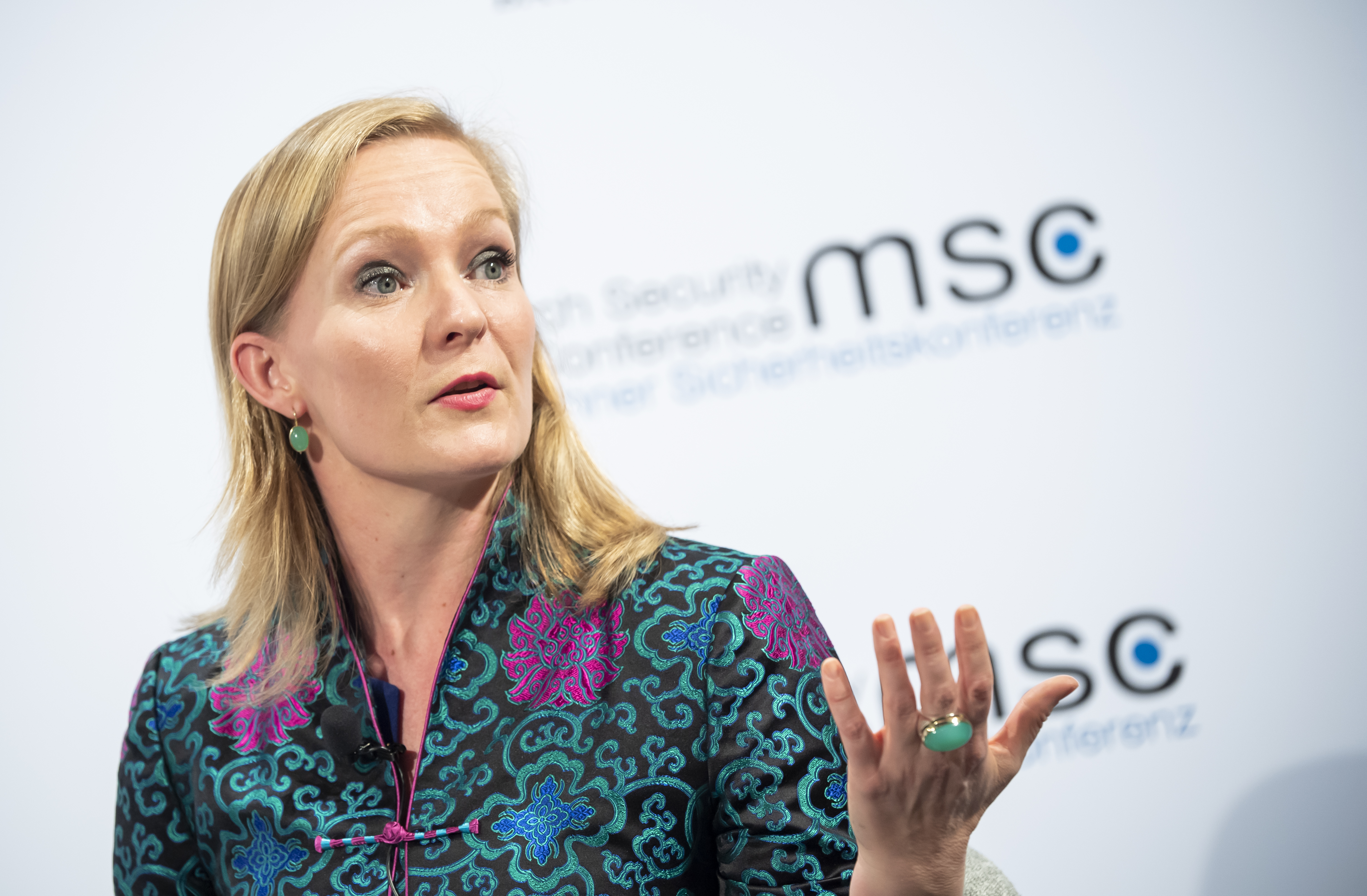
Privacyexpert Marietje Schaake spreekt tijdens een paneldiscussie op de 56e veiligheidsconferentie van München

### Top over cyberbeveiliging
In 2012 vond de eerste Cyber Security Summit plaats in samenwerking met Deutsche Telekom in Bonn. Het eerste evenement werd uitgevoerd onder Chatham House Rule. Volgens berichten in de media waren de voorzitter van de raad van commissarissen van Deutsche Bank, Paul Achleitner, het hoofd van de bouwgroep Bilfinger Berger, Roland Koch, evenals Peter Terium, de CEO van de energieleverancier RWE en Johannes Teyssen van E.ON aanwezig.
Tijdens de top hebben verschillende werkgroepen bestaande cyberrisico's en gevaren geanalyseerd voor de volgende industrieën:
- Energie
- Financiën
- Gezondheid
- Logistiek
- Media
- Productie

Op 11 november 2013 vond de tweede top plaats in Bonn. De bijeenkomst had de volgende vier onderwerpen:
1. Herstel van vertrouwen in de digitale samenleving
2. Nieuwe dreigingsscenario's voor de economie
3. Vertrouwen winnen, vertrouwen herstellen
4. Cyberverdediging wordt een bedrijfskritische kernvaardigheid

Anders dan in 2012 werd de sprekerslijst gepubliceerd:
- Neelie Kroes, Vice-President (Digital Company) van de Europese Commissie
- Sabine Leutheusser-Schnarrenberger, Duitse federale minister van Justitie
- Johanna Mikl-Leitner, minister van Binnenlandse Zaken van Oostenrijk
- Ambassadeur Wolfgang Ischinger, voorzitter van de Munich Security Conference Foundation gGmbH; Executive Vice President voor Overheidsrelaties bij Allianz SE
- Ehud Barak, voormalig premier van Israël
- Jürgen Stock, vice-president van de Duitse federale recherche
- Scott Charney, vice-president van Microsoft
- Arthur W. Coviello, Jr., CEO van RSA Security
- Thomas Rid, docent aan King's College London ; auteur op het gebied van cyberbeveiliging
- René Obermann, CEO van Deutsche Telekom ; Vice-voorzitter van BITKOM e. V.
- Timotheus Höttges, Chief Financial and Controlling Officer van Deutsche Telekom AG; aangewezen CEO
- Thomas Kremer, directeur Privacy, Juridische Zaken en Compliance bij Deutsche Telekom AG
- Klaus Schweinsberg, voormalig redacteur van de zakenbladen Capital en Impulse ; Oprichter en directeur van het Centrum voor Strategie en senior management

De derde top vond plaats op 3 november 2014. Het werd bijgewoond door 180 vertegenwoordigers uit de politiek, economie, EU en NAVO. In zijn openingstoespraak benadrukte Deutsche Telekom CEO Höttges het groeiende aantal aanvallen op data en digitale infrastructuren, waarbij het Telekom-netwerk dagelijks 1 miljoen aanvallen registreerde. Hij citeerde een CSIS-studie die de wereldwijde schade door cybercriminaliteit schatte op 575 miljard dollar per jaar. Om Europese gegevens te beschermen tegen toegang door Amerikaanse autoriteiten, riep Höttges op tot herziening van de Safe Harbor-overeenkomst. De inlichtingencoördinator van de federale regering, Klaus-Dieter Fritsche, steunde de eisen van Höttges.
MSC-voorzitter Ischinger beschreef het grote geopolitieke belang van cyberbeveiliging als gevolg van het conflict in Oekraïne, dat de terugkeer van oorlog als politiek middel in Europa had gemarkeerd. Staatssecretaris Brigitte Zypries noemde de geplande IT-beveiligingswet waarin het melden van cyberaanvallen op bedrijven uit gevoelige sectoren een verplichting was als de bijdrage van de Duitse federale regering om de gegevensbeveiliging te vergroten. Andy Mueller-Maguhn, een voormalig woordvoerder van de Chaos Computer Club, benadrukte het belang van sterke encryptie voor gegevensbeveiliging en waarschuwde voor de "achterdeuren", zoals die welke RSA Security voor de NSA heeft geïnstalleerd. Elmar Brok, voorzitter van de Commissie buitenlandse zaken van het Europees Parlement, en Karl-Theodor zu Guttenberg drongen erop aan cyberaanvallen af te weren met offensieve acties en benadrukten de noodzaak van een afschrikkingscomponent. Ben Wizner, vertegenwoordiger van de American Civil Liberties Union en advocaat van Edward Snowden, sprak deze behoeften tegen. In aparte werkgroepen kwamen ook de thema's Digitale Defensie, Cybergovernance, Bevordering van Innovatie op het gebied van gegevensbeveiliging en preventieve gegevensbescherming aan de orde.
De vierde Cyber Security Summit vond plaats op 19 en 20 september 2016 Palo Alto, Silicon Valley. De top werd gezamenlijk bijeengeroepen door MSC, Deutsche Telekom en Stanford University. 140 vertegenwoordigers uit de politiek, veiligheid en het bedrijfsleven namen deel aan de bijeenkomst. Een centraal thema van de bijeenkomst waren de Amerikaanse presidentsverkiezingen van 2016 en de mogelijke manipulatie door cyberaanvallen. De voorzitter van de Veiligheidsconferentie van München, Wolfgang Ischinger, sprak zijn vrees uit dat dergelijke aanvallen het vertrouwen in democratische verkiezingen in het algemeen zouden kunnen schaden.
Verdere onderwerpen waren de verdediging tegen cyberterrorisme, de toekomst van oorlogsvoering, de economische relevantie van cybersecurity en de ontwikkeling van normen en regels voor internet. MSC-voorzitter Ischinger riep op tot nauwere coördinatie tussen de werelden van politiek en technologie, om de basis te leggen voor een open, vrij en veilig web.
In verband met het internet der dingen waarschuwde Marc Goodman van de Amerikaanse Think Tank Singularity University dat 'alles gehackt kan worden'. Goodman voorspelde dat het internet een 'epische strijd' van verschillende belangengroepen zou bevatten. Peter R. Neumann van King's College London beschreef de hiërarchische structuur van wetshandhavingsinstanties als een organisatorisch probleem bij de bestrijding van cybercriminaliteit, op gespannen voet met de gedecentraliseerde werking van internet.
Andere deelnemers waren Dmitri Alperovitch, mede-oprichter en CTO van CrowdStrike, Michael Chertoff, voormalig United States Department of Homeland Security, voorzitter en oprichter van de Chertoff Group, Michael McFaul, directeur van het Freeman Spogli Institute aan de Stanford University en voormalig Amerikaans ambassadeur in Rusland, en Iddo Moed, coördinator cyberbeveiliging voor het Israëlische ministerie van Buitenlandse Zaken, Christopher Painter, coördinator voor cyberkwesties bij het Amerikaanse ministerie van Buitenlandse Zaken, Latha Reddy, voormalig nationaal veiligheidsadviseur van India en momenteel lid van de Global Commission on Internet Governance, evenals Uri Rosenthal, voormalig minister van Buitenlandse Zaken van Nederland en huidig speciaal gezant van zijn land voor cyberpolitiek.

### Top over energiezekerheid
Samen met de Frankfurter Allgemeine Zeitung organiseert de MSC sinds 2013 de Energy Security Summit. De eerste bijeenkomst vond plaats op 10 juli 2013 in de balzaal van de Frankfurt Palmengarten onder toezicht van de federale minister van Economie en Technologie Philipp Rösler en de minister van Milieu Peter Altmaier. Andere onderwerpen van het evenement waren klimaatverandering, de geostrategische gevolgen van fracking en de Duitse energietransitie.
De tweede Energy Security Summit vond plaats op 27 en 28 mei 2014 in Berlijn. Belangrijke onderwerpen van de bijeenkomst waren de schaliegasrevolutie in de Verenigde Staten en het conflict in Oekraïne. De Duitse minister van Buitenlandse Zaken Steinmeier benadrukte in zijn toespraak de belangrijke rol van het energiebeleid voor het buitenlands en veiligheidsbeleid. Steinmeier drong aan op een Europese energie-unie en drong er bij de EU-landen op aan om eenheid te tonen met betrekking tot het conflict in Oekraïne. De minister benadrukte ook de noodzaak om compromissen te sluiten in het gasgeschil tussen Rusland en Oekraïne en waarschuwde voor te hoge verwachtingen om de Russische gasvoorziening door Amerikaans schaliegas te vervangen. Ook EU-commissaris voor Energie, Günther Oettinger, sprak zich uit voor een Europese Energie-unie met uniforme gasprijzen. Hij beschreef ook het Duitse energiebeleid als in een 'romantische vallei'. De strategische kwestie van energie vereist dat Duitsland betrokken raakt bij zijn technologische en politieke competentie, aldus Oettinger. Tijdens de bijeenkomst beschreef de Oekraïense premier, Arseni Jatsenjoek, het conflict in Oekraïne als een 'wereldwijd veiligheidsconflict' waarvoor alleen Rusland verantwoordelijk zou zijn. Jatsenjoek herhaalde de weigering van zijn land om een 'politieke prijs' te betalen in ruil voor gasleveringen uit Rusland. De premier sprak ook de bereidheid van zijn land uit om deel te nemen aan een gemeenschappelijk energiebeleid met de EU.
De derde Energy Security Summit vond plaats op 5 en 6 mei 2015, wederom in Berlijn. Tijdens de vergadering legde de Iraanse minister van Olie, Bijan Namdar Zangeneh, de plannen van zijn land voor de ontwikkeling van de energiesector uit na het einde van de sancties. Na het eerder bereikte akkoord om de Iraanse nucleaire crisis op te lossen, eiste de minister de snelle opheffing van de economische sancties. Hij verpletterde de hoop dat Teheran een gaspijpleiding naar Europa zou aanleggen om de dominante rol van Rusland op de Europese gasmarkt te verzwakken, daarbij verwijzend naar doorvoerproblemen en kosten. Tegelijkertijd kondigde de minister aan dat zijn regering tegen 2022 180 miljard dollar zou investeren in de Iraanse olie- en gasindustrie.  Andere onderwerpen op de vergadering waren onder meer de voorgestelde energie-unie in Europa, die zowel Maroš Šefčovič, vicevoorzitter van de Europese Commissie, als Rainer Baake, parlementair staatssecretaris van het federale ministerie van Economische Zaken en Energie, evenals de Duitse energietransitie.  Bärbel Höhn, voorzitter van de Milieucommissie van de Duitse Bondsdag, noemde het een belangrijke bijdrage van Duitsland aan de totstandkoming van een mondiale structuur van een gedecentraliseerde energievoorziening, die de afhankelijkheid vermindert en bijdraagt aan veiligheid en vrede. Kritiek kwam van Greenpeace-hoofd Kumi Naidoo, die stelde dat het hoge aandeel bruinkool dat wordt gebruikt voor elektriciteitsopwekking de 'achilleshiel' van het Duitse energiebeleid was. Michael Fuchs, vice-voorzitter van de CDU/CSU-parlementaire fractie, bekritiseerde de hoge last voor Duitse burgers vanwege subsidies van 480 miljard euro voor de energietransitie.